# The Essential Judas Priest
Albums de Judas Priest
Angel of Retribution
(2005) Nostradamus
(2008)
The Essential Judas Priest est une compilation du groupe de heavy metal britannique Judas Priest.
L'album contient les titres les plus connus et les plus appréciés des fans. Il contient 34 titres extraits de l'ensemble de la discographie du groupe.
L'album est sorti le 11 avril 2006.

## Composition
- Rob Halford - Chant
- K. K. Downing - Guitare
- Glenn Tipton - Guitare
- Ian Hill - Basse
- Scott Travis - Batterie

## Liste des morceaux

### CD 1
1. Judas Rising - 3:52
2. Breaking the Law - 2:35
3. Hell Bent for Leather - 2:40
4. Diamonds & Rust - 3:26
5. Victim of Changes - 7:47
6. Love Bites - 4:47
7. Heading Out to the Highway - 3:45
8. Ram It Down - 4:48
9. Beyond the Realms of Death - 6:51
10. You've Got Another Thing Comin' - 5:09
11. Jawbreaker - 3:25
12. A Touch of Evil - 5:54
13. Delivering the Goods - 4:16
14. United - 3:35
15. Turbo Lover - 5:33
16. Painkiller - 6:06
17. Metal Gods - 4:04

### CD 2
1. The Hellion - 0:41
2. Electric Eye - 3:39
3. Living After Midnight - 3:30
4. Freewheel Burning - 4:42
5. Exciter - 5:33
6. The Green Manalishi - 4:42
7. Blood Red Skies - 7:05
8. Night Crawler - 5:44
9. Sinner - 6:43
10. Hot Rockin' - 3:17
11. The Sentinel - 5:04
12. Before the Dawn - 3:23
13. Hell Patrol - 3:37
14. The Ripper - 2:50
15. Screaming for Vengeance - 4:43
16. Out in the Cold - 6:27
17. Revolution - 4:42